# Mistrzostwa Polski w piłce siatkowej mężczyzn (1930)
Mistrzostwa Polski w piłce siatkowej mężczyzn 1930 – 2. edycja rozgrywek o mistrzostwo Polski w piłce siatkowej mężczyzn. Rozgrywki miały formę turnieju rozgrywanego w Lublinie. W turnieju mogły wziąć udział drużyny, które zwyciężyły w eliminacjach okręgowych.

## Rozgrywki
Uczestniczące w mistrzostwach drużyny grały systemem "każda z każdą", mecz i rewanż. Cracovia nie przybyła na zawody, wobec czego przyznano walkowery pozostałym drużynom.
 Wyniki - pierwsza runda
| Data       | Drużyna 1         | Wynik | Drużyna 2         | Sety          |
| ---------- | ----------------- | ----- | ----------------- | ------------- |
| 28.06.1930 | AZS Warszawa      | 2:0   | Absolwenci Łódź   | 30:19 (15:13) |
| 28.06.1930 | AZS Warszawa      | 2:0   | Ognisko Wilno     | 30:14 (15:8)  |
|            |                   |       |                   |               |
| 28.06.1930 | AZS Warszawa      | 2:0   | Ognisko Białystok | 30:13 (15:2)  |
| 28.06.1930 | AZS Warszawa      | 2:0   | Unia Lublin       | 30:3          |
|            |                   |       |                   |               |
| 28.06.1930 | Absolwenci Łódź   | 2:0   | Ognisko Wilno     | 21:16 (15:6)  |
| 28.06.1930 | Absolwenci Łódź   | 2:0   | Ognisko Białystok | 26:22 (15:11) |
|            |                   |       |                   |               |
| 28.06.1930 | Absolwenci Łódź   | 2:0   | Unia Lublin       | 30:7 (15:3)   |
| 28.06.1930 | Ognisko Wilno     | 2:0   | Ognisko Białystok | 30:25 (15:13) |
|            |                   |       |                   |               |
| 28.06.1930 | Ognisko Wilno     | 2:0   | Unia Lublin       | 30:8 (15:7)   |
| 28.06.1930 | Ognisko Białystok | 2:0   | Unia Lublin       | 30:15 (15:6)  |

 Wyniki - druga runda
| Data       | Drużyna 1         | Wynik | Drużyna 2         | Sety         |
| ---------- | ----------------- | ----- | ----------------- | ------------ |
| 29.06.1930 | AZS Warszawa      | 2:0   | Absolwenci Łódź   | 30:16        |
| 29.06.1930 | AZS Warszawa      | 2:0   | Ognisko Wilno     | 30:15 (15:2) |
|            |                   |       |                   |              |
| 29.06.1930 | AZS Warszawa      | 2:0   | Ognisko Białystok | 30:11        |
| 29.06.1930 | AZS Warszawa      | 2:0   | Unia Lublin       | 30:0 (w.o.)  |
|            |                   |       |                   |              |
| 29.06.1930 | Ognisko Wilno     | 2:0   | Absolwenci Łódź   | 30:13 (15:6) |
| 29.06.1930 | Absolwenci Łódź   | 2:0   | Ognisko Białystok | 24:18        |
|            |                   |       |                   |              |
| 29.06.1930 | Absolwenci Łódź   | 2:0   | Unia Lublin       | 30:0 (w.o.)  |
| 29.06.1930 | Ognisko Wilno     | 2:0   | Ognisko Białystok | 30:15 (15:6) |
|            |                   |       |                   |              |
| 29.06.1930 | Ognisko Wilno     | 2:0   | Unia Lublin       | 30:0 (w.o.)  |
| 29.06.1930 | Ognisko Białystok | 2:0   | Unia Lublin       | 30:0 (w.o.)  |

Dodatkowy mecz o 2 miejsce
| Data       | Drużyna 1       | Wynik | Drużyna 2     | Sety                         |
| ---------- | --------------- | ----- | ------------- | ---------------------------- |
| 29.06.1930 | Absolwenci Łódź | 2:1   | Ognisko Wilno | 15:12, 13:15, dogrywka 29:27 |

## Skład drużyny mistrza Polski
- AZS Warszawa : Kazimierz Lech, Jerzy Lutz, Edward Olszewski, Władysław Panczakiewicz, Tadeusz Szymborski, Romuald Wirszyłło, K. Wejchert.

## Klasyfikacja końcowa
| Miejsce | Drużyna           |
| ------- | ----------------- |
| złoto   | AZS Warszawa      |
| 2.      | Absolwenci Łódź   |
| 3.      | Ognisko Wilno     |
| 4.      | Ognisko Białystok |
| 5.      | Unia Lublin       |
| -       | Cracovia          |